# Lud
Lud was volgens de legende, zoals beschreven door Geoffrey van Monmouth, koning van Brittannië. Hij was de oudste zoon van koning Heli, en de broer van Cassivellaunus.
Lud werd koning na zijn vaders dood in 73 v.Chr. Tijdens zijn regering werd hij beroemd door het stichten en verbeteren van steden in het Britse rijk. De belangrijkste daarvan was Trinovantum waar hij rondom de stad grote verdedigingstorens liet bouwen. Hij liet goede huizen voor de burgers bouwen, en organiseerde grote feesten. Om deze reden werd de stad in het Welsh hernoemd naar Kearlud (Stad van Lud). Deze naam verbasterde later tot Kaerludein, totdat de Romeinen de stad omdoopten in Londinium. Koning Lud regeerde van 73 v.Chr. - 58 v.Chr.
Lud had twee zonen, Androgeus and Tenvantius, maar geen van beide volgde hem direct op als koning. Toen Lud stierf werd hij in Trinovantum begraven, nabij een poort die Ludgate (of in Welsh: Porthlud) werd genoemd. Hij werd opgevolgd als koning door zijn broer Cassivellaunus, die als regent voor Androgeus optrad.